# A megálló (film)
A megálló (eredeti cím: Fruitvale Station) 2013-ban bemutatott amerikai életrajzi filmdráma, amelyet elsőfilmes rendezőként Ryan Coogler írt és rendezett. A forgatókönyv igaz történeten alapul: az Oscar Grant halálához vezető eseményeket mutatja be, akit 2009-ben a Bay Area Rapid Transit (BART) rendőrtisztje, Johannes Mehserle lőtt le a kaliforniai Oaklandben, a Fruitvale kerület BART-állomásán. A főbb szerepekben Michael B. Jordan, Melonie Diaz, Kevin Durand, Chad Michael Murray és Octavia Spencer látható.
A film eredetileg Fruitvale címmel debütált a 2013-as Sundance Filmfesztiválon, ahol elnyerte a zsűri nagydíját és a közönség díját az amerikai drámafilmek kategóriában. Ezt követően a 2013-as cannes-i fesztivál Un certain regard szekciójában vetítették, elnyerve a legjobb első filmnek járó díjat.
Az Amerikai Egyesült Államokban 2013. július 12-én mutatták be a mozikban. Általánosságban pozitív kritikákat kapott, és 900 ezer dolláros költségvetésével szemben több mint 17 millió dollár bevételt hozott.

## Cselekmény
A film a kaliforniai Haywardból származó 22 éves Oscar Grant III életének utolsó napját mutatja be, mielőtt 2009. január 1-jén, a kora reggeli órákban rendőrök halálos lövést adtak le rá. A film valós felvételekkel kezdődik: Oscart és barátait a rendőrök feltartóztatják az oaklandi Fruitvale állomáson 2009. január 1-jén, hajnali 2:15-kor, közvetlenül a lövöldözés előtt.
Oscar és barátnője, Sophina a férfi nemrég történt hűtlensége miatt vitatkoznak. A férfi megpróbálja visszaszerezni állását a Farmer Joes nevű élelmiszerboltban, sikertelenül. Rövidesen fontolóra veszi, hogy ismét marihuánával kereskedjen, de ehelyett inkább kidobja a drogkészletét. Este részt vesz édesanyja, Wanda születésnapi partiján, és BART vonattal utazva akarja megnézni a tűzijátékot és más újévi ünnepségeket San Franciscóban - mivel anyja nem szeretné, ha volán mögé ülne.
A visszainduló vonaton Katie, annak az élelmiszerboltnak a vásárlója, ahol Oscar dolgozott, felismeri őt, és a nevét kiáltja. Egy annak idején  Oscarral közös börtönben ülő férfi is felfigyel rá, majd verekedés alakul ki. A BART rendőrei a helyszínre érkeznek, ahol Oscar is az őrizetbe vett utasok között van. Miközben Caruso és Ingram rendőrtisztek lefogják, Ingram hátba lövi Oscart. A döbbent Caruso tudni akarja, mi történt. Oscart kórházba szállítják, és alig néhány órával a sürgősségi műtét után meghal.
A képernyőn megjelenő szöveg az események következményeit ismerteti: Oscar meggyilkolása tüntetések és zavargások sorozatát váltotta ki városszerte, miután több szemtanú mobiltelefonokkal és videókamerákkal rögzítette az esetet. Az érintett BART-rendőrtiszteket kirúgták, és „Ingramot” (a nevét megváltoztatták a filmben) később bíróság elé állították, és bűnösnek találták gondatlanságból elkövetett emberölés miatt. Arra hivatkozva, hogy összetévesztette fegyverét a sokkolóval, 11 hónapos büntetést kapott. Az utolsó felvételen az Oscart 2013. január 1-jén ünneplő emberek gyűlése látható, köztük Grant lánya, Tatiana.

## Szereplők
| Szerep          | Színész             | Magyar hang    |
| --------------- | ------------------- | -------------- |
| Oscar Grant III | Michael B. Jordan   | Szabó Máté     |
| Sophina Mesa    | Melonie Diaz        | Csifó Dorina   |
| Wanda           | Octavia Spencer     | Kocsis Mariann |
| Caruso rendőr   | Kevin Durand        | Zöld Csaba     |
| Ingram rendőr   | Chad Michael Murray |                |
| Katie           | Ahna O’Reilly       | Sallai Nóra    |
| Tatiana         | Ariana Neal         | Stern Hanna    |
| Cato            | Keenan Coogler      |                |
| Brandon         | Trestin George      |                |
| Daniel Cale     | Joey Oglesby        |                |
| Carlos          | Michael James       |                |
| Bonnie nagymama | Marjorie Shears     |                |
| Chantay         | Destiny Ekwueme     |                |

## Bemutató
Világpremierje 2013. január 19-én volt a Sundance Filmfesztiválon, ahol Fruitvale címen mutatták be. A film egy licitháború középpontjába került, amelyben olyan stúdiók vettek részt, mint a Fox Searchlight, a Paramount Pictures, a Focus Features és a CBS Films. Végül a The Weinstein Company körülbelül 2 millió dollárért megszerezte a film forgalmazási jogait. 2013 májusában A megálló a 66. cannes-i fesztiválon szerepelt az Un certain regard szekcióban, amely az egyedi és innovatív filmeket díjazza, és elnyerte a legjobb első filmnek járó díjat.
A film oaklandi premierje egy zártkörű vetítés volt a Grand Lake Theaterben 2013. június 20-án, majd július 12-én, nagyjából egy időben a Trayvon Martin lelövése miatt George Zimmerman ellen indított per ítélethirdetésével.

## A film zenéje
| Számlista | Számlista                | Számlista                                      | Számlista | Számlista | Számlista | Számlista | Számlista | Számlista | Számlista |
| #         | Cím                      | Előadó                                         | Hossz     |           |           |           |           |           |           |
| --------- | ------------------------ | ---------------------------------------------- | --------- | --------- | --------- | --------- | --------- | --------- | --------- |
| 1.        | Mob Shit                 | The Jacka, Cellski & Peezy                     | 4:40      |           |           |           |           |           |           |
| 2.        | Rubber Band              | Mar Keyes, William Peoples & Noah Coogler      | 4:04      |           |           |           |           |           |           |
| 3.        | Won't Be Right           | The Jacka & Cellski                            | 4:13      |           |           |           |           |           |           |
| 4.        | Hey Little Mama          | Mistah F.A.B, Johnny Ca$h & The Jacka          | 3:56      |           |           |           |           |           |           |
| 5.        | Intelligent              | Mar Keyes, William Peoples & Phillip Henderson | 3:25      |           |           |           |           |           |           |
| 6.        | Tatiana                  | Ludwig Göransson                               | 1:13      |           |           |           |           |           |           |
| 7.        | Emi                      | Ludwig Göransson                               | 0:47      |           |           |           |           |           |           |
| 8.        | The Dog                  | Ludwig Göransson                               | 1:18      |           |           |           |           |           |           |
| 9.        | Prison                   | Ludwig Göransson                               | 1:00      |           |           |           |           |           |           |
| 10.       | Picking Up T             | Ludwig Göransson                               | 0:44      |           |           |           |           |           |           |
| 11.       | Undefeated               | Ludwig Göransson                               | 0:26      |           |           |           |           |           |           |
| 12.       | Love and Oprah           | Ludwig Göransson                               | 0:36      |           |           |           |           |           |           |
| 13.       | Dinner Time              | Ludwig Göransson                               | 1:38      |           |           |           |           |           |           |
| 14.       | Tatiana and Firecrackers | Ludwig Göransson                               | 1:13      |           |           |           |           |           |           |
| 15.       | Gumbo                    | Ludwig Göransson                               | 0:46      |           |           |           |           |           |           |
| 16.       | Bart Station             | Ludwig Göransson                               | 5:00      |           |           |           |           |           |           |
| 17.       | Who's That For?          | Ludwig Göransson                               | 2:30      |           |           |           |           |           |           |
| 18.       | End Titles               | Ludwig Göransson                               | 6:47      |           |           |           |           |           |           |
| 19.       | Fruitvale Suite          | Ludwig Göransson                               | 7:53      |           |           |           |           |           |           |
| 52:09     |                          |                                                |           |           |           |           |           |           |           |

## Médiakiadás
2013. december 31-én vált elérhetővé Digital HD formátumban az Anchor Bay forgalmazásában. DVD-n és Blu-rayen 2014. január 14-én jelent meg.

## Fordítás
- Ez a szócikk részben vagy egészben  a   Fruitvale Station című angol Wikipédia-szócikk ezen változatának fordításán alapul.  Az eredeti cikk szerkesztőit annak laptörténete sorolja fel. Ez a jelzés csupán a megfogalmazás eredetét és a szerzői jogokat jelzi, nem szolgál a cikkben szereplő információk forrásmegjelöléseként.